# مدرسه چارتر عمومی امرسون
مدرسه چارتر عمومی رالف والدو امرسون (انگلیسی: Ralph Waldo Emerson Community Charter School؛ که قبلاً مدرسه متوسطه رالف والدو امرسون (انگلیسی: Ralph Waldo Emerson Middle School) نامیده می‌شد و معمولاً نیز با عنوان امرسون مورد اشاره قرار می‌گیرد) یک مدرسه متوسطه چارتر است که در ناحیه بکپارچه مدارس لس آنجلس در وست وود، لس آنجلس، کالیفرنیا، ایالات متحده واقع شده‌است. این بنا توسط معمار مشهور ریچارد نویترا طراحی شد و به افتخار رالف والدو امرسون، نویسنده، شاعر و فیلسوف آمریکایی، نامگذاری شد.